# James Bedford
James Hiram Bedford (* 20. April 1893; † 12. Januar 1967) war ein amerikanischer Psychologieprofessor an der University of California, der Bücher über Berufswahl geschrieben hat. Er ist der erste Mensch, der nach dem natürlichen Tod kryokonserviert wurde, und bis heute in der Alcor Life Extension Foundation kryokonserviert liegt. In der Kryonikergemeinschaft wird der Jahrestag dieser Kryokonservierung als „Bedford-Tag“ gefeiert.

## Kryonische Körperkonservierung
Im Juni 1965 bot Ev Coopers Life Extension Society (LES) die Möglichkeit an, eine Person kostenfrei zu konservieren. Die Botschaft war, dass „die Gemeinschaft zur Lebensverlängerung (LES) nun einfache Einrichtungen zum Kurzzeit-Einfrieren im Notfall und Lagerung unseres Freundes, den Menschen, hat.“ Bedford nutzte die Chance und wurde als Kandidat etabliert. Bedford litt unter Nierenkrebs, welcher später Metastasen in die Lunge ausbildete, was zu dieser Zeit unheilbar war. Bedfords Wille war es, 100.000 US-$ für die kryonische Forschung zu hinterlassen. Aber Bedfords Frau und Sohn benötigten mehr als diesen Betrag, um seinen Willen und seine Kryokonservierung vor Gericht gegen den Widerstand von Skeptikern zu verteidigen.
Bedfords Körper wurde wenige Stunden nach dem natürlichen Tod durch Krebs eingefroren. Sein Körper wurde durch Robert Prehoda (Autor des 1969 erschienenen Buches „Suspended Animation“), Dante Brunol (Mediziner und Biophysiker) und Robert Nelson (Präsident der Cryonics Society of California) kryonisch konserviert. Nelson schrieb daraufhin ein Buch zum Thema mit dem Titel: „We Froze the First Man“ („Wir haben den ersten Menschen eingefroren“). Moderne Kryonikorganisationen perfusionieren Kryonik-Patienten mit einem propylenbasierten (kryoprotektiven) Eisblocker, um Eiskristallbildung zu verhindern. Allerdings war der Einsatz von Kryoprotektiva in Bedfords Fall noch sehr einfach. Ihm wurde nur DMSO injiziert, sodass es unwahrscheinlich ist, dass sein Gehirn geschützt wurde. Vitrifikation war damals noch nicht möglich. Während seiner ersten Lagerungszeit wurde sein Körper in der Edward Hope’s Cryo-Care Facility in Phoenix, Arizona, für zwei Jahre aufbewahrt und dann 1969 zur Galiso Facility in Kalifornien transportiert. Bedford wurde 1973 anschließend von Galiso nach Trans Time nahe Berkeley, Kalifornien, transportiert und dort bis 1977 gelagert, bevor sein Sohn ihn für viele Jahre aufbewahrte.
Bedfords Körper wurde durch seine Familie bis 1982 in Südkalifornien in flüssigem Stickstoff erhalten. Danach wurde er zur Alcor Life Extension Foundation gebracht, in deren Obhut er aufbewahrt wird. Im Mai 1991 wurde der Zustand seines Körpers untersucht, als er in ein neues Dewargefäß umplatziert wurde. Die Examinierung ergab, „dass es wahrscheinlich war, dass seine äußere Temperatur während der Lagerzeit relativ weit unter dem Gefrierpunkt geblieben ist.“

## Privatleben
Bedford hat zweimal geheiratet. Seine erste Frau, Anna Chandler Rice, verstarb 1917, noch im selben Jahr, in dem sie und Bedford geheiratet hatten. 1920 heiratete Bedford seine zweite Frau, Ruby McLagan. Bedford und McLagan haben fünf gemeinsame Kinder hinterlassen: Doris, Donald, Frances, Barbara und Norman. James Bedford liebte das Reisen und die Fotografie.

## Bibliographie
- University of California School of education, Division of vocational education (Hrsg.): Vocational interests of high-school students. 1930.
- Society for Occupational Research (Hrsg.): Youth and the world’s work: Vocational adjustment of youth in the modern world. 1938.
- Society for Occupational Research, University of California Station (Hrsg.): Vocational interests of secondary school students. 1938.
- Society for Occupational Research (Hrsg.): Occupational exploration: A guide to personal and occupational adjustment. 1941.
- Society for Occupational Research (Hrsg.): The veteran and his future job: A guide-book for the veteran. 1946.
- Society for Occupational Research (Hrsg.): Your future job: A guide to personal and occupational orientation of youth. 1950.
- Society for Occupational Research (Hrsg.): Your future job: A guide to personal and occupational orientation of youth in the atomic age. 1956.